# Huân chương Bạch tượng
Huân chương voi Trắng (tiếng Anh: Order of the White Elephant; tiếng Thái: เครื่องราชอิสริยาภรณ์อันเป็นที่เชิดชูยิ่งช้างเผือก) là một tước hiệu của Thái Lan, được thành lập vào năm 1858 bởi Rama IV. sự phục vụ lâu dài và/hoặc đặc biệt xứng đáng trong lĩnh vực dân sự hoặc quân sự Bằng cách xem xét đề cử một yêu cầu hoàng gia từ chính phủ Thái Lan Sẽ được ban tặng vào ngày 5 tháng 12 hàng năm.

## Các lớp học
- Chữ thập đặc biệt (มหาปรมาภรณ์ช้างเผือก)
- thập giá lớn (ประถมาภรณ์ช้างเผือก)
- Tổng tư lệnh (ทวีติยาภรณ์ช้างเผือก)
- Chỉ huy (ตริตาภรณ์ช้างเผือก)
- Đồng hành (จัตุรถาภรณ์ช้างเผือก)
- Hội viên (เบญจมาภรณ์ช้างเผือก)
- Huy chương vàng (เหรียญทองช้างเผือก)
- Huy chương bạc (เหรียญเงินช้างเผือก)

## Người nhận được chọn
- Napoleon III
- Plaek Phibunsongkhram
- Sultan Ibrahim of Johor
- Sultan Abdul Hamid Halim Shah of Kedah
- Chavalit Yongchaiyudh
- Alexander I of Yugoslavia
- Bob Hawke
- Albert du Roy de Blicquy
- Norodom of Cambodia
- John T. Cole
- Pakubuwono X
- Miklós Horthy[2]
- The Earl Mountbatten of Burma
- Foster C. LaHue
- Sir Samuel Robinson[3]
- Graves B. Erskine
- Arne Skaug.[4]
- Pierra Vejjabul[5]
- Joseph J. Cappucci
- David John Collins
- Frederick William Verney[6]
- Queen Victoria[7]
- General William Westmoreland
- Józef Unrug
- Richard Secord[8]
- Jiri Sitler[9]
- Saman Kunan[10]